# Norman Corwin
Norman Corwin (Boston, 3 maggio 1910 – Los Angeles, 18 ottobre 2011) è stato uno sceneggiatore statunitense.
Corwin conobbe il suo periodo di maggior notorietà negli anni trenta e quaranta, quando i suoi sceneggiati venivano trasmessi alla radio.
Fu un punto di riferimento per Orson Welles e fu il maestro di sceneggiatori come Rod Serling, Norman Lear e Gene Roddenberry.
Creò famose serie come The Columby Workshop, 13 by Corwin e 26 by Corwin. Fu premiato con vari riconoscimenti, tra cui due Peabody Award, un Emmy Award ed un Golden Globe.

## Filmografia
- I sacrificati (They Were Expendable), regia di John Ford e, non accreditato, Robert Montgomery (1945)
- Più forte dell'amore (The Blue Veil), regia di Curtis Bernhardt e, non accreditato, Busby Berkeley (1951)
- L'orfana senza sorriso (Scandal at Scourie), regia di Jean Negulesco (1953)
- Spettacolo di varietà (The Band Wagon), regia di Vincente Minnelli (1953)
- La storia di Ruth (The Story of Ruth), regia di Henry Koster (1960)